# Rover P5
O Rover P5 é uma série de automóveis sedã e cupê produzidos pela Rover de 1958 a 1973. Os modelos foram comercializados sob os nomes Rover 3 Litre, Rover 3.5 Litre e Rover 3½ Litre. 
O P5 era um carro maior que o P4, que em alguns aspectos substituiu. Foram construídas 69.141 unidades.
Um grande passo à frente para a Rover veio com o modelo P5 de 1958, um grande sedã de luxo com uma versão de 3 litros do motor Inlet Over Exhaust (IOE) de seis cilindros da Rover, herdado da série Rover P4.
Foi o primeiro carro Rover com carroceria unitária, desenhado por David Bache. Este modelo combinava elegância com dignidade e tinha um interior tradicionalmente bem equipado. Os desenvolvimentos posteriores do P5 incluíram o cupê mais elegante com uma linha de teto rebaixada e o modelo V8 de 3,5 litros de 1967, que pela primeira vez usou um motor V8 todo em alumínio adquirido da Buick Motor Division da General Motors Corporation nos Estados Unidos. Os modelos de 3 e 3,5 litros tornaram-se os favoritos para o transporte de dignitários, incluindo os primeiros-ministros britânicos, de Harold Wilson a Margaret Thatcher. A Rainha Isabel II também usou vários carros Rover P5 para seu transporte particular.